# 감연수
감연수(甘延壽, ? ~ 기원전 24년)는 전한 후기의 군인으로, 자는 군황(君況)이며 북지군 욱질현(郁郅縣) 사람이다. 서역도호 재임 중 부도위 진탕과 함께 서흉노와 싸워 질지 공성전에서 이기고 선우 질지선우를 쳐 죽였다.

## 생애
말타기와 활쏘기에 능하여 젊어서 우림(羽林)이 되었고, 곧 낭(郞)이 되었다. 이후 기문이 되어 총애를 받았고, 요동태수에 이르렀으나 파면되었다. 훗날 거기장군 허가의 추천으로 낭중(郞中)·간대부(諫大夫)를 지냈고, 서역도호기도위에 임명되었다.
건소 3년(기원전 36년), 흉노의 질지선우를 부교위(副校尉) 진탕과 함께 서역의 병력을 동원하여 치고자 하였다. 먼저 원제의 윤허를 받고자 하였으나 진탕은 독단으로 행동할 것을 주장하였고, 결국 칙명을 날조하여 서역의 병력과 도호 휘하의 둔전병을 동원하였다. 감연수는 이를 제지하려 하였으나 곧 진탕의 의견을 따랐고, 4만 명의 병력을 이끌고 질지선우를 공격하여 결국 그의 수급을 취하였다(질지 공성전).
그러나 논공행상을 벌일 때, 감연수 등이 칙명을 날조하였고 또 감연수는 예전에 중서령 석현의 누이와의 혼인을 거절한 적이 있어 승상 광형과 석현은 포상을 반대하였다. 하지만 유향의 진언으로 원제는 감연수 등의 죄를 사하였고, 감연수는 의성후(義成侯)에 봉해졌다.
이후 장수교위(長水校尉)가 되었고, 성문교위(城門校尉)·호군도위(護軍都尉)를 역임하다가 죽었다. 시호를 장(壯)이라 하였고, 아들 감건이 작위를 이었다.

## 출전
- 반고, 《한서》 권17 경무소선원성공신표·권70 부상정감진단전

| 전임 한선 | 전한의 서역도호 ? ~ 기원전 33년? | 후임 단회종 |

| 전임 (첫 봉건) | 전한의 의성후 기원전 33년 ~ 기원전 24년 | 후임 아들 의성양후 감건 |